# Аппендэктомия
Аппендэктоми́я (лат appendix — придаток, греч. -ἐκτομή (-ectomia), — вырезание, усечение) — хирургическая операция  по удалению аппендикса.
Аппендэктомия может выполняться открытым (лапаротомическим) и малоинвазивным (лапароскопическим) методом.

## Показания к операции
- Острый и хронический аппендицит
- Опухоли червеобразного отростка
- После перенесенного аппендикулярного инфильтрата[1].

## Процесс аппендэктомии
Операция выполняется под общей анестезией.

### Этапы операции
- оперативный доступ (разрез брюшной стенки или установка специальных портов для лапароскопии)
- выделение аппендикса
- пересечение брыжейки
- отсечение аппендикса с последующим извлечением
- обработка культи аппендикса
- санация брюшной полости
- дренирование (по показаниям)
- послойное ушивание раны

### Лапаротомическая аппендэктомия
При лапаротомической аппендэктомии применяются следующие оперативные доступы:
- по Волковичу-Дьяконову-Мак-Бурнею (косая переменная лапаротомия)
- параректальная лапаротомия по Ленандеру
- поперечная лапаротомия по Винкельману
- нижняя срединная лапаротомия

### Лапароскопическая аппендэктомия
Лапароскопическая аппендэктомия – оперативное вмешательство, которое выполняется через небольшие разрезы (обычно около сантиметра каждый). Существуют три основных метода лапароскопии аппендицита, отличающихся количеством и расположением точек доступа:
1. Многопортовая лапароскопия: используются три точки доступа для введения инструментов и камеры, что позволяет хирургу проводить манипуляции с высокой точностью.
2. Однопортовая лапароскопия: операция выполняется через один единственный доступ, обычно расположенный в области пупка. Этот метод способствует более косметически приятному результату и сокращает риск осложнений.
3. Транслюминальная лапароскопия: операция осуществляется через прокол свода влагалища или стенки желудка, что является менее распространенным методом.

Все этапы процедуры контролируются с помощью видеокамеры, что позволяет хирургу убедиться в правильности диагноза и принять решение о необходимости удаления аппендикса непосредственно во время операции. Лапароскопическая аппендэктомия обеспечивает более быстрое восстановление пациента и снижает риск послеоперационных осложнений.

## Осложнения
Хотя аппендэктомия обычно считается относительно безопасной процедурой, как и при любом хирургическом вмешательстве, могут возникнуть осложнения. Это включает в себя риск инфекции, кровотечения, а также редкие, но серьезные осложнения, такие как повреждение соседних органов или абсцесс .

## История
Хирург Уильям Куксли из Девона, в 1731 году успешно выполнил операцию на пациенте с грыжей Эмианда, случайно удалив аппендикс. Его случай стал самым ранним документированным случаем выживания после аппендэктомии. Это было подтверждено посмертным вскрытием через 31 год. Часть оставшегося кишечника была сохранена Уильямом Хантером, и этот образец до сих пор находится в музее Хантера в Глазго.
Вторую операцию провел британский хирург французского происхождения Клаудиус Амианд на 11-летнем мальчике с пахово-мошоночной грыжей. В процессе операции хирург обнаружил червеобразный отросток кишки в грыжевом мешке. Удивительным обстоятельством стало то, что аппендикс пациента содержал в себе булавку, которую, вероятно, проглотил мальчик. Аппендикс с инородным телом был удален, грыжа ушита, и пациент выздоровел. С тех пор грыжи, в которых обнаруживается аппендикс, получили название «грыжи Амианда». Согласно статистике, они составляют 2—4 % всех случаев грыж.
30 апреля 1961 года врач шестой антарктической экспедиции Л. И. Рогозов сам себе удалил аппендикс.